# Kenley Jansen
Kenley Geronimo Jansen (Willemstad, 30 settembre 1987) è un giocatore di baseball olandese originario di Curaçao, che gioca nel ruolo di lanciatore di rilievo per i Los Angeles Angels della Major League Baseball (MLB).

## Carriera
Jansen firmò come free agent il 17 novembre 2004 con i Los Angeles Dodgers. Debuttò nella MLB il 24 luglio 2010, al Dodger Stadium di Los Angeles contro i New York Mets. Il giorno successivo ottenne la sua prima salvezza di nuovo contro i Mets. Nel 2012 divenne il closer in pianta stabile della squadra, guadagnando 25 salvezze. Nel 2014 divenne il quarto lanciatore nella storia dei Dodgers ad ottenere 40 salvezze in una stagione.
Il 20 giugno 2016, Jansen ottenne la 162ª salvezza in carriera contro i Washington Nationals, superando il primato di franchigia di Éric Gagné. Quell'anno fu convocato per il suo primo All-Star Game. In 71 gare nel 2016 ebbe una media PGL di 1.83 e 47 salvezze, venendo premiato come lanciatore di rilievo della National League dell'anno.
Il 10 gennaio 2017, i Dodgers fecero firmare a Jansen un contratto quinquennale da 80 milioni di dollari. Il 2 luglio fu convocato per il secondo All-Star Game in carriera. A fine stagione fu premiato come lanciatore di rilievo dell'anno della National League e si classificò quinto nelle votazioni del Cy Young Award. I Dodgers giunsero fino al World Series 2017 dove furono sconfitti dagli Houston Astros per quattro gare a tre. Nella serie, Jansen fece registrare 2 salvezze su 4 opportunità.
Il 19 marzo 2022, Jansen firmò un contratto annuale del valore di 16 milioni di dollari con gli Atlanta Braves.

## Palmarès

### Club
- World Series: 1

Los Angeles Dodgers: 2020

### Individuale
- MLB All-Star: 3

2016, 2017, 2018
- Lanciatore di rilievo dell'anno della National League: 2

2016, 2017
- Leader della National League in salvezze: 1

2017